# Tuber excavatum
Tuber excavatum (Carlo Vittadini, 1831) din încrengătura Ascomycota în familia Tuberaceae și de genul Tuber, denumită în popor trufă scobită, este o ciupercă comestibilă care coabitează cu rădăcinile de arbori, formând micorize. Acest soi foarte comun se dezvoltă în România, Basarabia și Bucovina de Nord în păduri de foioase precum în parcuri și grădini cu teren calcaros sub aluni, fagi, păducei și diferite specii de stejar, aproape de suprafața pământului (5-15 cm). Apare de la câmpie la munte (până la peste 1500 m) din (mai) iunie până în ianuarie (februarie).

## Taxonomie
Deși au fost făcute mai multe încercări de redenumire, singurul taxon valabil până în prezent (2019) este cel al micologului italian Carlo Vittadini care a descris specia pentru prima dată în lucrarea sa Monographia Tuberacearum din 1831.

## Descriere

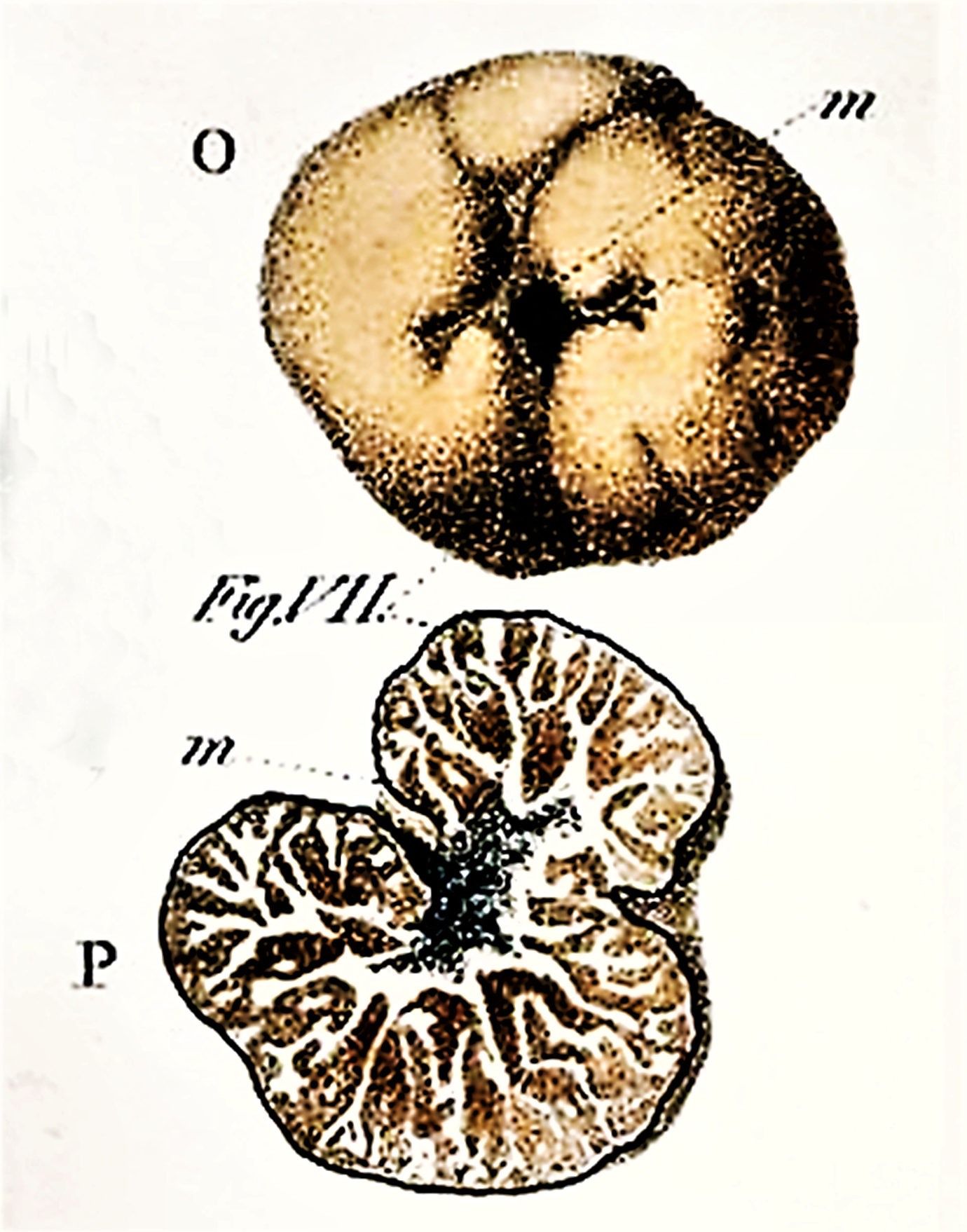
Vittad.: Tuber excavatum

- Corpul fructifer: se dezvoltă subteran la o adâncime de numai 5-15 cm, și are un diametru de 2-6 (8) cm, având un aspect sferic neregulat, chiar diformat. Peridia (înveliș al corpului de fructificație la unele ciuperci[7] cu o grosime de 200-300 microni care nu poate fi decojită, este relativ netedă, dar prezintă în totdeauna mai multe deschideri în formă de găuri sau brazde ce merg înspre interior, cea bazală lăsând un gol în corpul ciupercii care se mărește cu vârsta. Coloritul variază, el poate fi gălbui-roșiatic, ocru-maroniu, ruginiu sau brun-roșiatic. Gleba care devine în avansarea la maturitate din ce în ce mai lemnoasă este tânără albicioasă până slab ocru fără vinișoare identificabile, mai târziu, ocru-portocalie, străbătută de o rețea albicioasă filiformă și încâlcită care îi dă un aspect ca de marmură.
- Piciorul:  Nu are picior.
- Carnea : este numai în stadiu tânăr moale, devenind repede  tare, uscată și lemnoasă ca lemnul de plută.  Mirosul este plăcut, caracteristic trufelor, dar mai slab ca la de exemplu trufa albă de Piemont amintind la bătrânețe de usturoi. Gustul este, atât timp cât ciuperca este comestibilă, dulceag.
- Caracteristici microscopice: are spori elipsoidali, hialini (translucizi), verucoși, reticulați, având o mărime de 30-50 x 22-32 microni. Pulberea lor este galben-maronie. Ascele care poartă 1-4, rar și 5 spori sunt elipsoidale, subțiate spre bază și măsoară 65-110 x 60-80  microni.
- Reacții chimice: nu sunt cunoscute.[4][5]

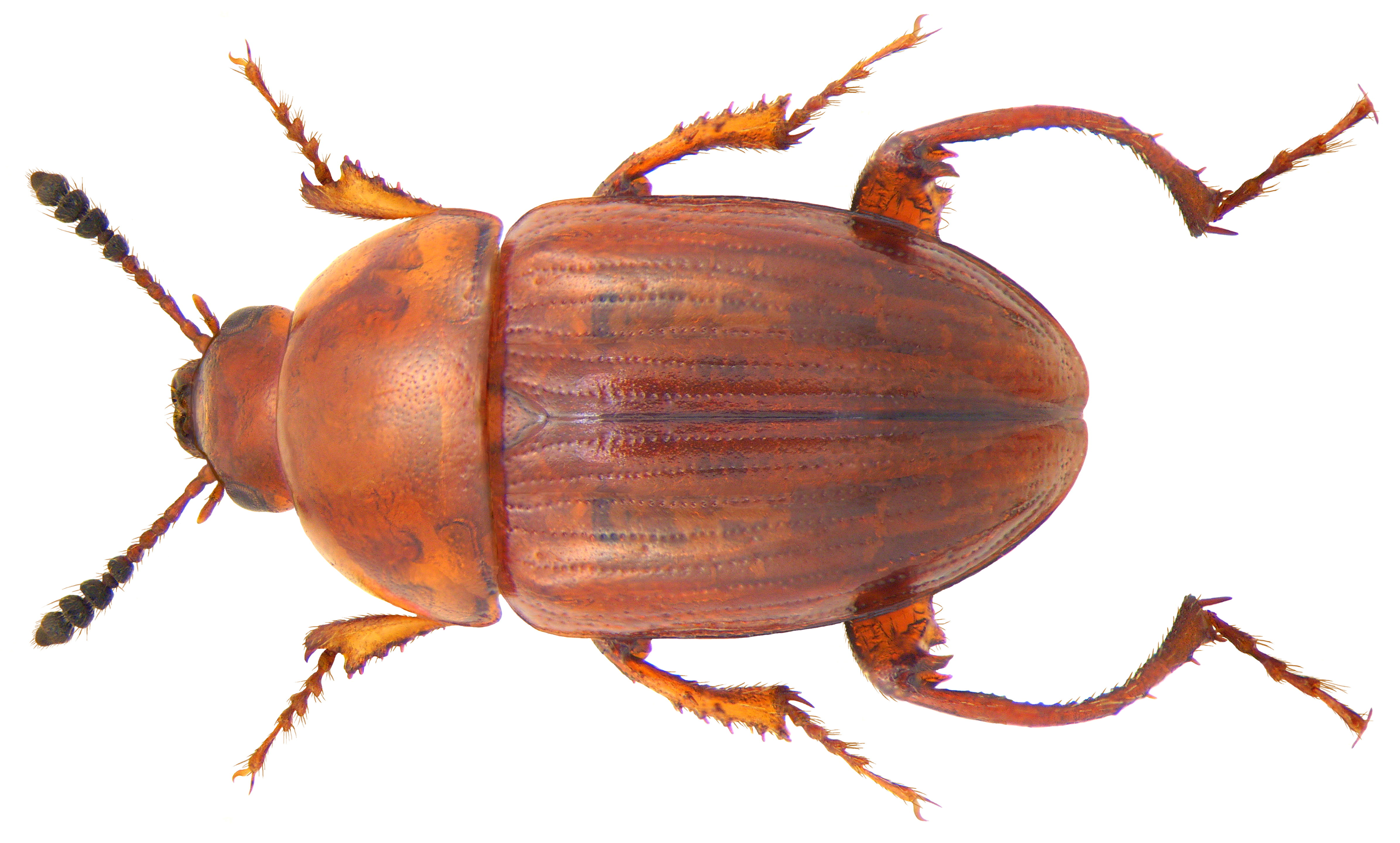
Leiodes cinnamomea
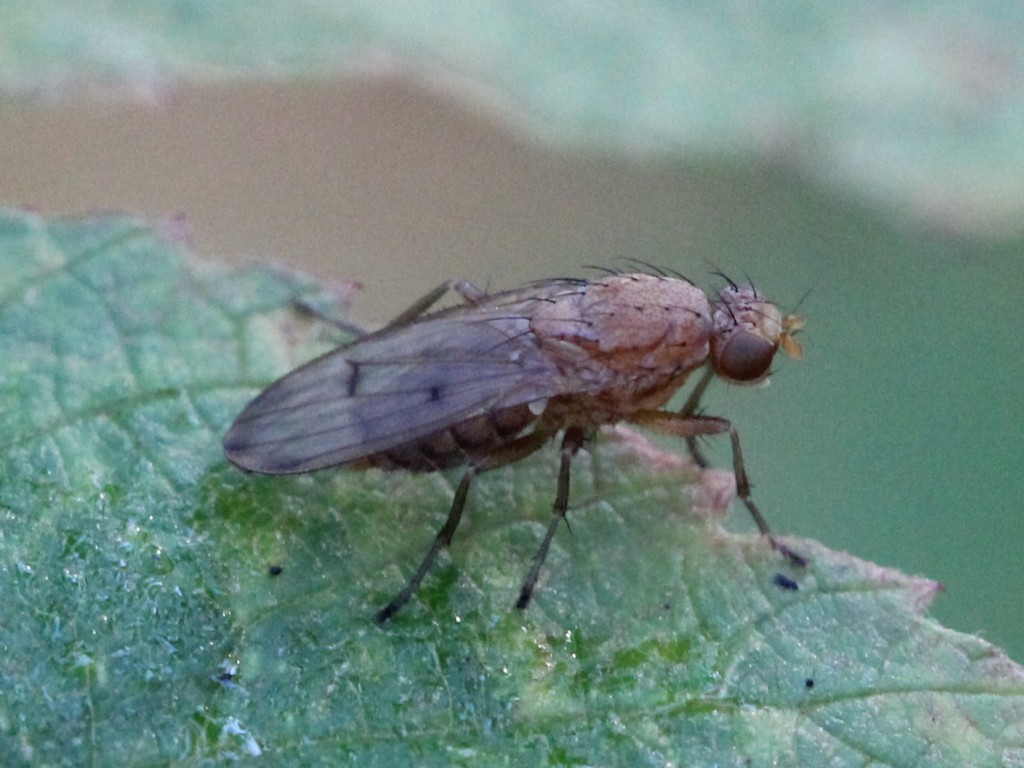
Suillia affinis
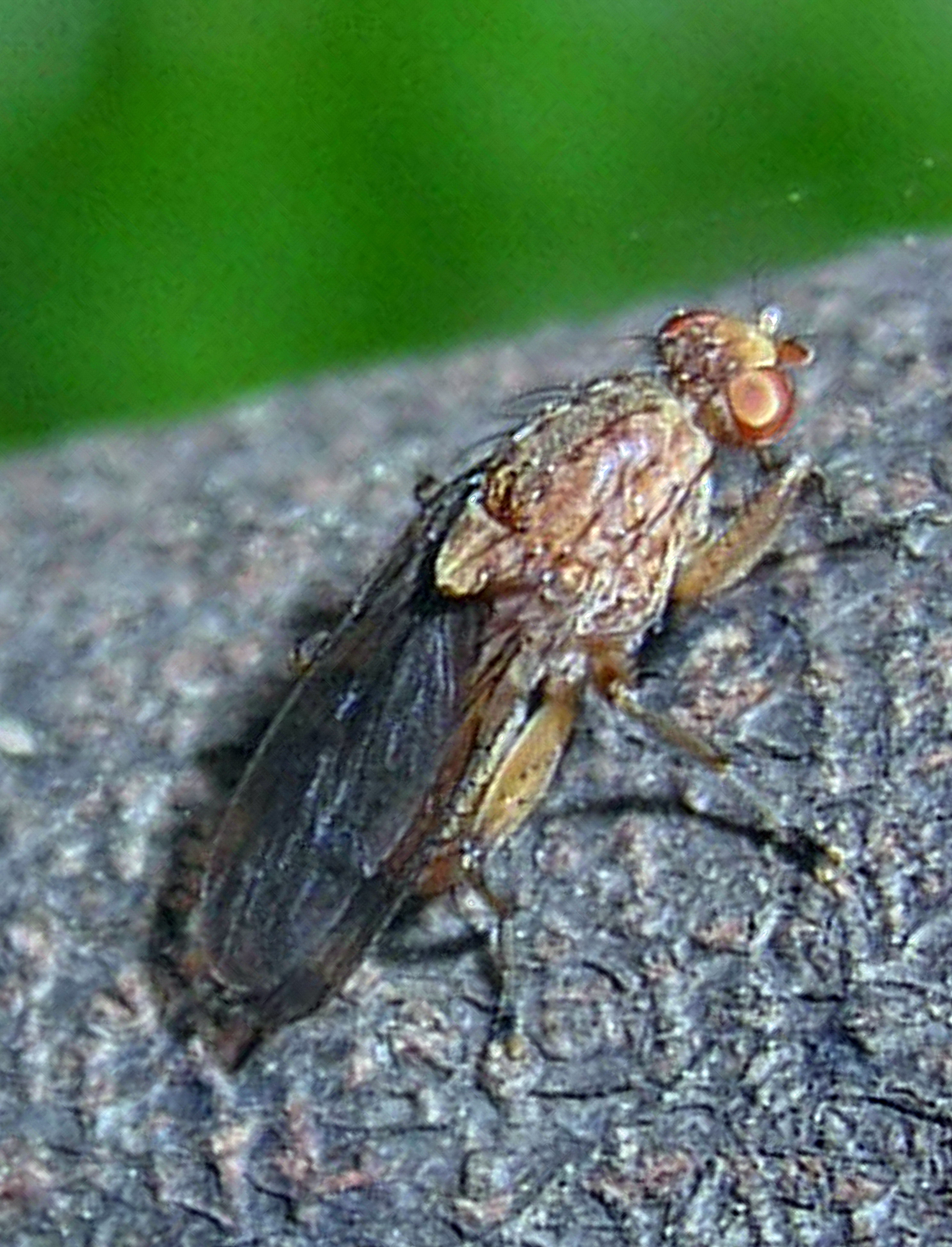
Suillia fuscicornis
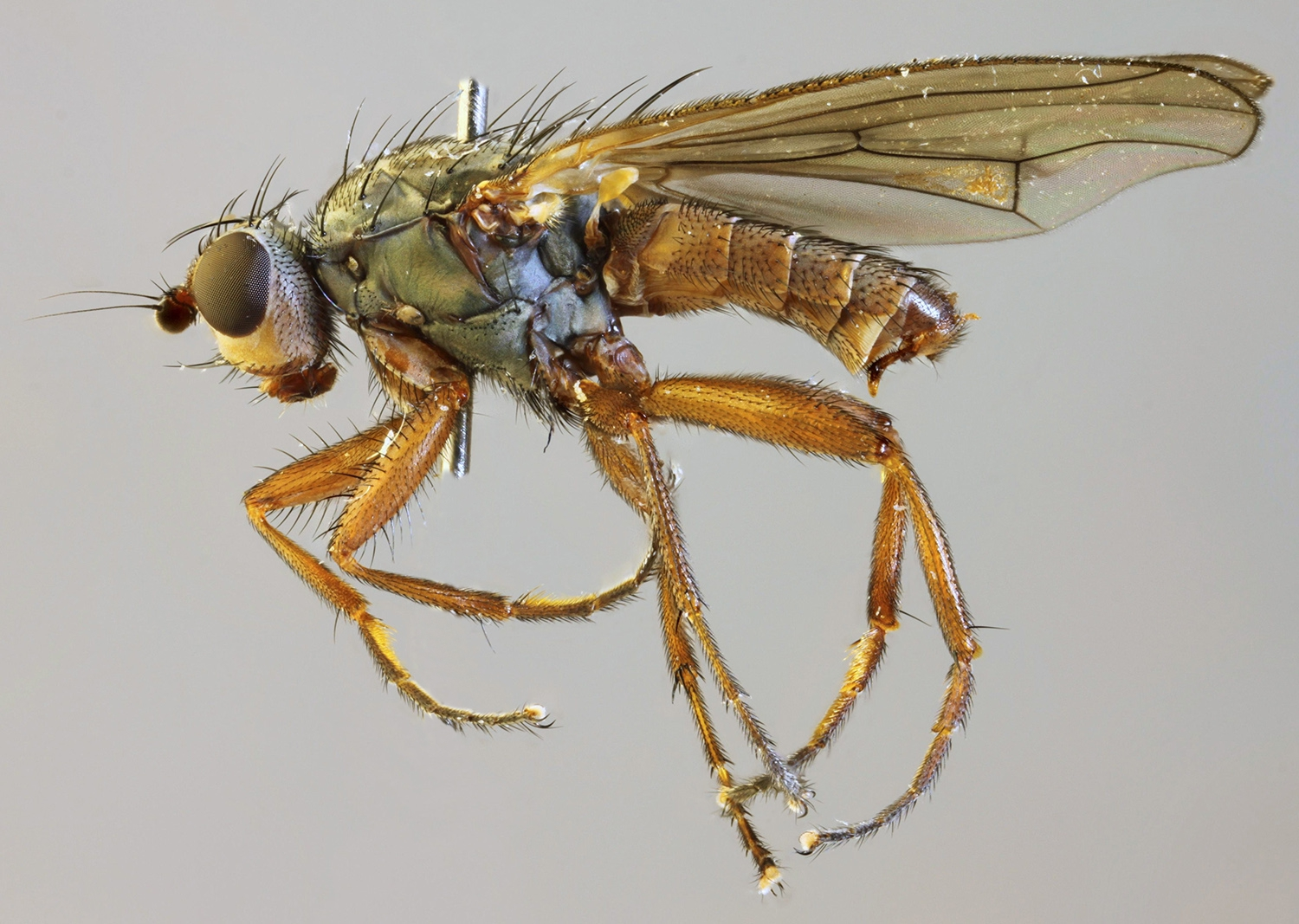
Heleomyza serrata
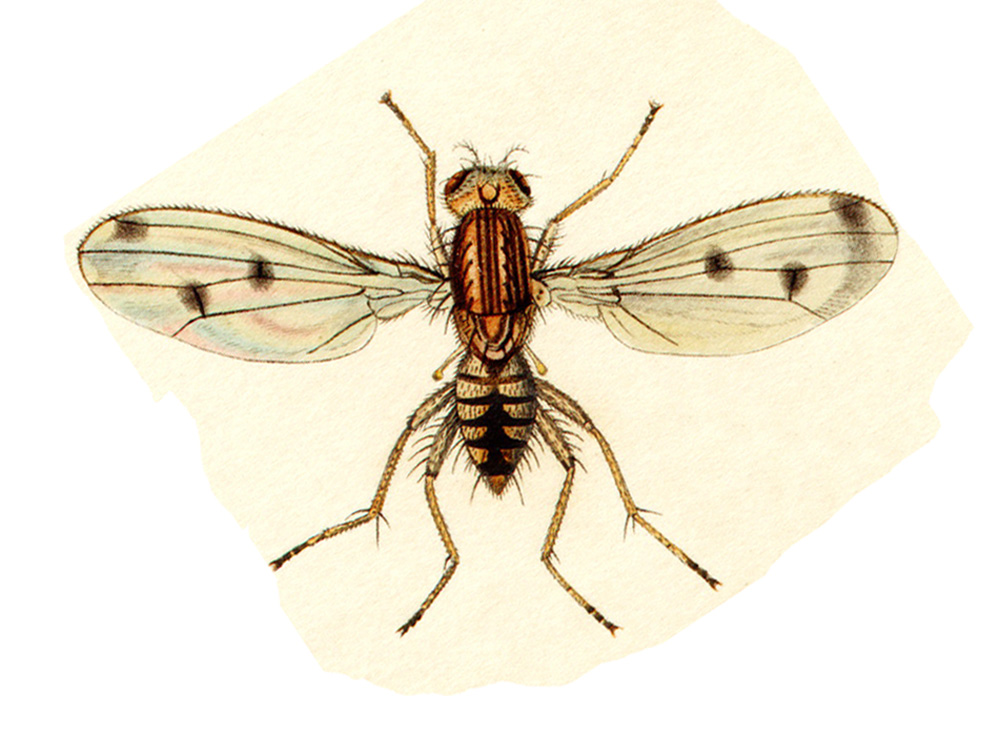
Helomyza tuberivora

## Specificitate
Datorită dezvoltării aproape de suprafață, nu este absolut nevoie de câini sau porci (aceștia cu botniță, de altfel ar mânca bureții) dresați pentru descoperirea soiului. În lipsa animalelor trufele se pot depista după prezența a lui Leiodes cinnamomea (gândac de trufă) sau a muștelor de trufă de genul Heleomyza (Heleomyza serrata, Helomyza tuberivora) sau de genul Suillia (Suillia affinis, Suillia fuscicornis).

## Confuzii
Această trufă poate fi confundată doar cu soiurile comestibile Choiromyces meandriformis sin. Tuber album (mici), Tuber borchii, specia până în moment numai americană Tuber gibbosum, Tuber magnatum, Tuber oligospermum  sin. Terfezia oligosperma Tuber puberulum și Tuber rufum sau chiar cu necomestibilele  Elaphomyces granulatus, sau Rhizopogon obtextus.

## Specii asemănătoare în imagini

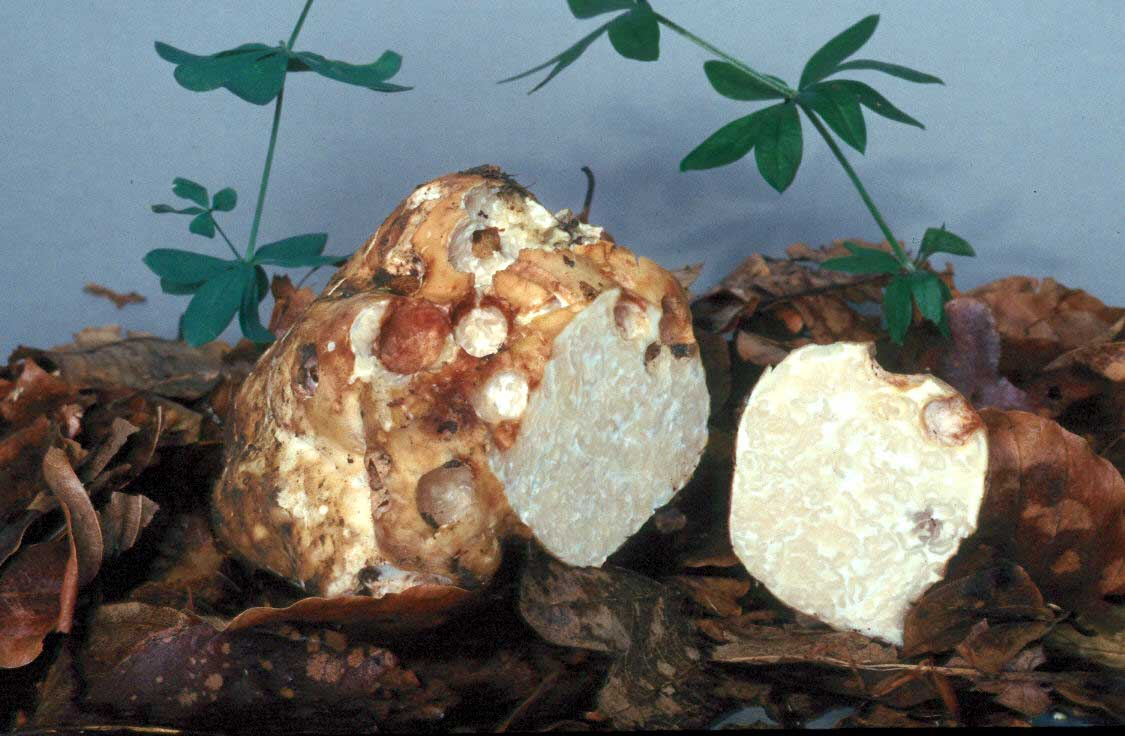
Choiromyces maeandriformis sin. Tuber album
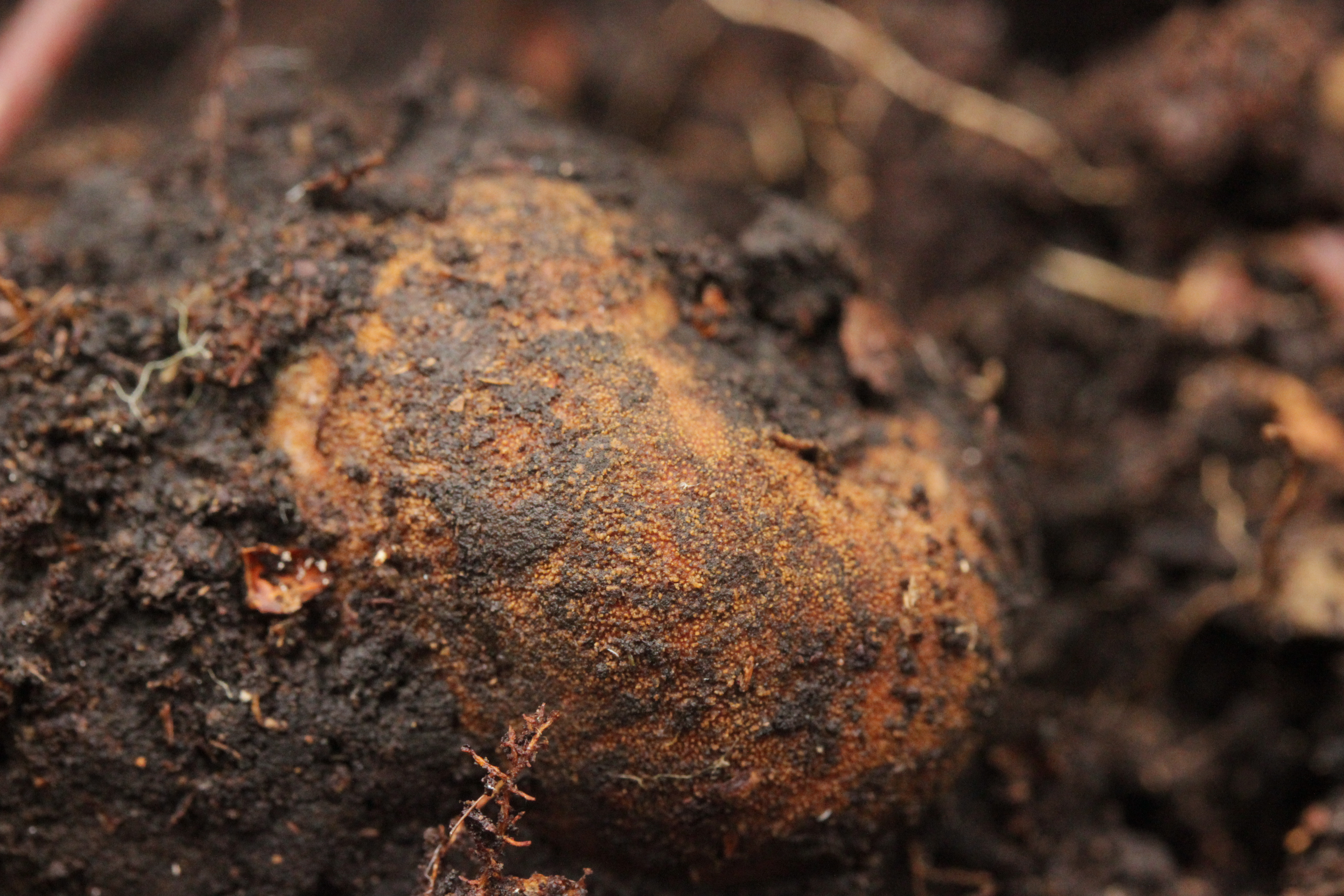
!Elaphomyces granulatus!
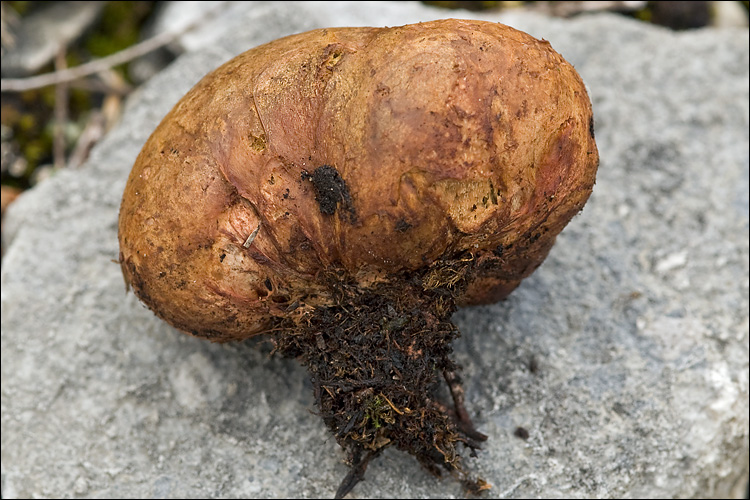
!Rhizopogon obtextus!
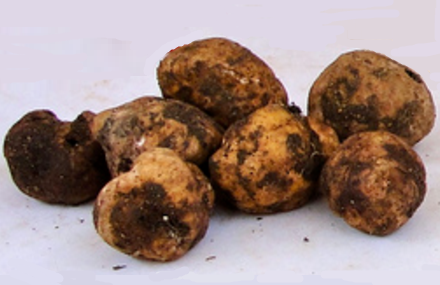
Tuber borchii
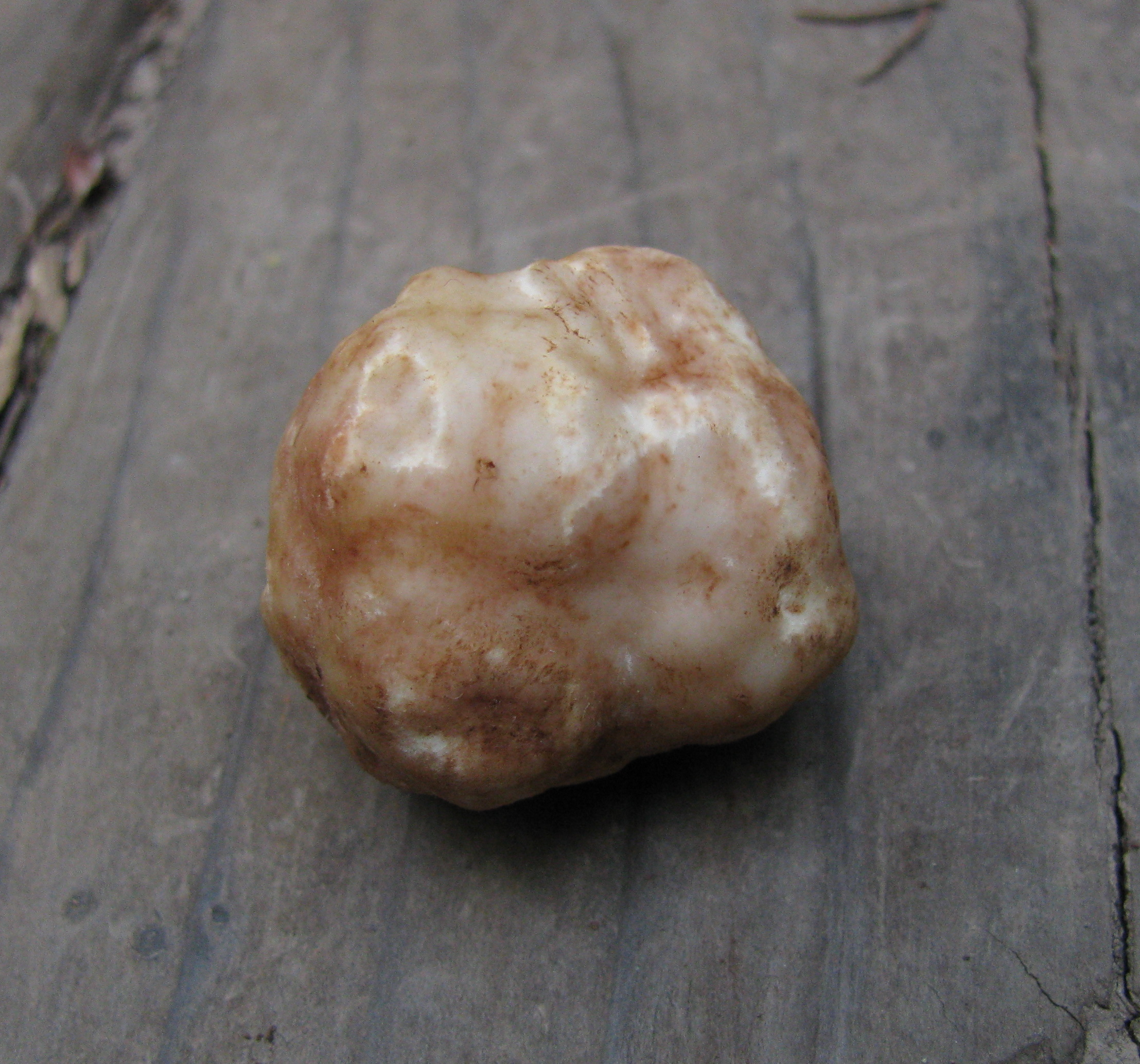
Tuber gibbosum
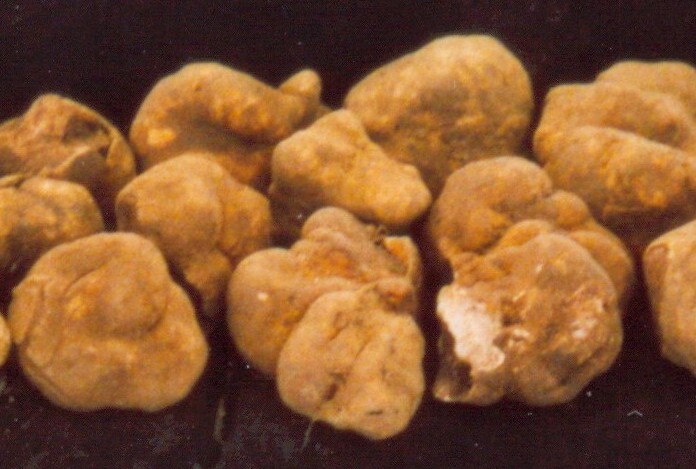
Tuber magnatum
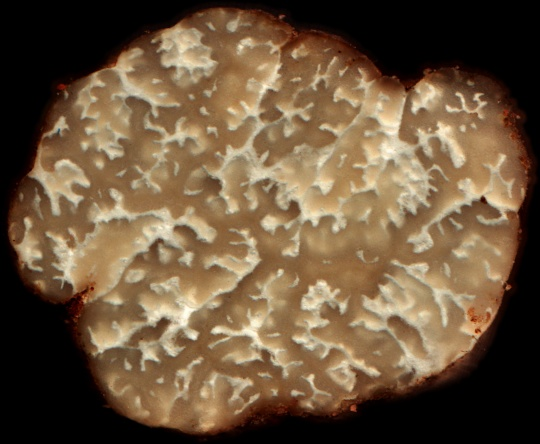
Tuber oligospermum sin. Terfezia oligosperma
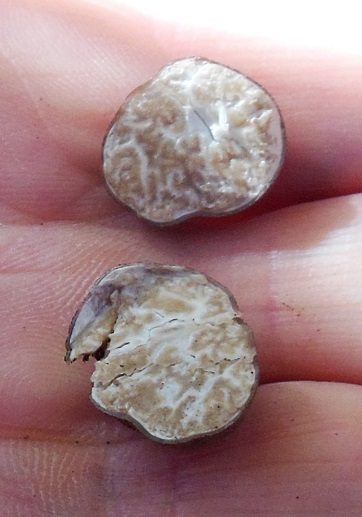
Tuber rufum

## Valorificare
Trufa scobită este ieftină și de valoare clar mai scăzută decât cea a altor trufe. Se poate fierbe tăiată mărunt într-un sos de carne sau pește numai pentru i-a da savoarea sau adăugată crud la un ulei sau la sare. Nu uscați acești bureți, pentru că, odată uscate, rămân ireversibil tari.

## Bibiliografie
- Bruno Cetto, volumele 1-7
- Hans E. Laux: „Der große Pilzführer, Editura Kosmos, Halberstadt 2001, ISBN 978-3-440-14530-2
- Gustav Lindau, Eberhard Ulbrich: „Die höheren Pilze, Basidiomycetes, mit Ausschluss der Brand- und Rostpilze”, Editura  J. Springer, Berlin 1928
- Meinhard Michael Moser: „Kleine Kryptogamenflora der Pilze – vol. II a.: „Höhere Phycomyceten und Ascomyceten”, Editura Gustav Fischer, Jena 1963